# La Sierrita, Tlahualilo
La Sierrita är en ort i Mexiko.   Den ligger i kommunen Tlahualilo och delstaten Durango, i den centrala delen av landet, 900 km nordväst om huvudstaden Mexico City. La Sierrita ligger 1 103 meter över havet och antalet invånare är 128.
Terrängen runt La Sierrita är platt österut, men västerut är den kuperad. Runt La Sierrita är det mycket glesbefolkat, med 4 invånare per kvadratkilometer. Närmaste större samhälle är Bermejillo, 8,8 km söder om La Sierrita. Omgivningarna runt La Sierrita är i huvudsak ett öppet busklandskap.